# Seaboard World Airlines
Seaboard World Airlines war eine international tätige US-amerikanische Frachtfluggesellschaft, welche ihre Basis auf dem Gelände des John F. Kennedy International Airport in New York City hatte.

## Geschichte

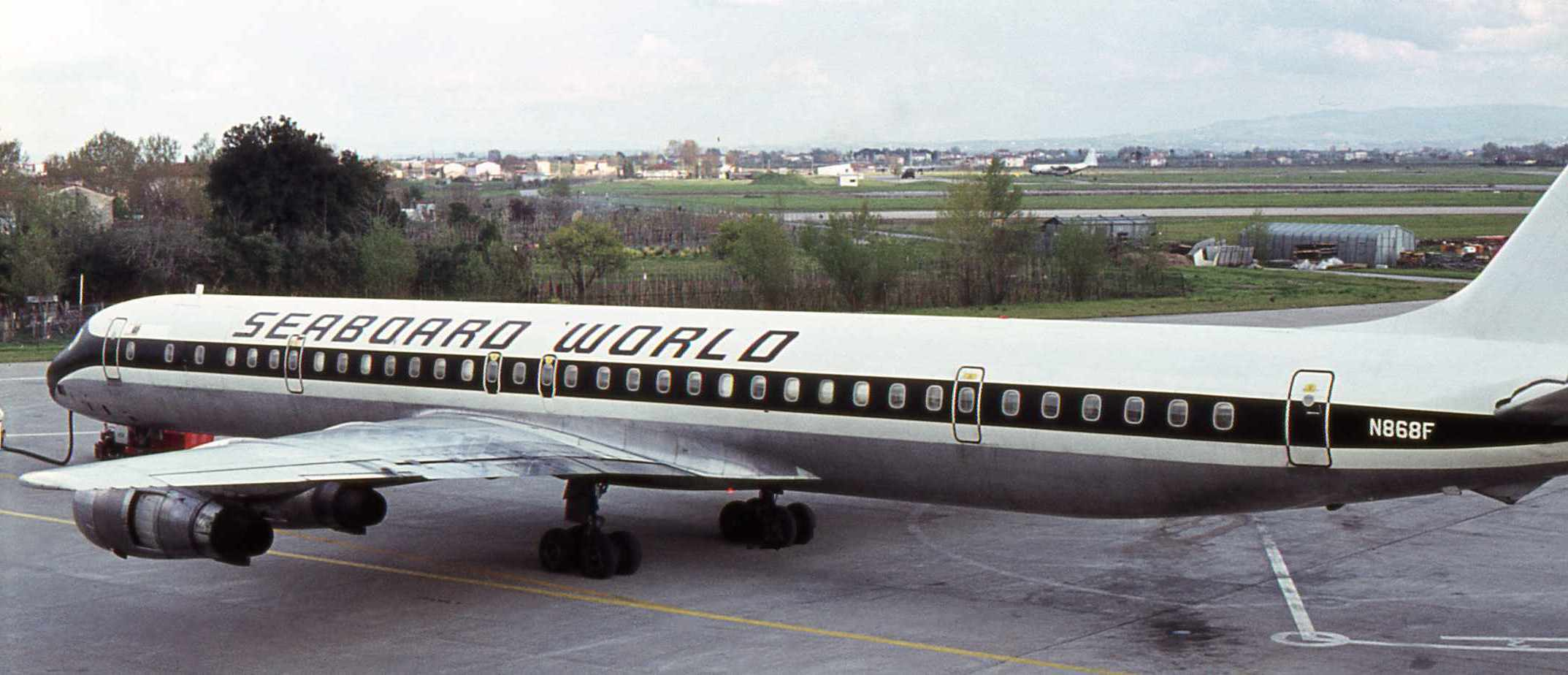
Seaboard World Airlines DC-8 N868F auf dem Flughafen von Pisa im Jahre 1974

Seaboard World Airlines wurde am 16. September 1946 als Seaboard & Western Airlines gegründet. Im April 1961 wurde sie in Seaboard World Airlines umbenannt. Mit der Vorstellung und Übernahme der Douglas DC-8 begann für die Linie die Jet-Ära.
Die Airline fusionierte am 1. Oktober 1980 mit der Fluggesellschaft Flying Tiger Line.

## Flotte
| Typ                                    | Anzahl |
| Boeing 707-345C                        | 2      |
| Boeing 747-245F                        | 4      |
| Boeing 747-251F                        | 4      |
| Boeing 747-273C                        | 1      |
| Canadair CL-44                         | 8      |
| Curtiss C-46                           | 2      |
| Douglas DC-3                           | 1      |
| Douglas DC-4                           | 14     |
| Douglas DC-8-54F                       | 3      |
| Douglas DC-8-55F                       | 9      |
| Douglas DC-8-63CF                      | 6      |
| Douglas DC-8-71CF                      | 7      |
| Douglas DC-8-73CF                      | 10     |
| Douglas DC-10-30F                      | 1      |
| Lockheed L-1049D „Super Constellation“ | 4      |
| Lockheed L-1049G „Super Constellation“ | 1      |
| Lockheed L-1049H „Super Constellation“ | 4      |

## Zwischenfälle
- Am 23. Juli 1947 brannte eine Douglas DC-4/C-54D-15-DC der Seaboard & Western Airlines (Luftfahrzeugkennzeichen NC91077) bei einem Hangarfeuer auf dem Flugplatz Saint Joseph-Rosecrans (Missouri, USA) aus. Über Personenschäden ist nichts bekannt.[2]

- Am 23. Juli 1947 brannte eine Douglas DC-4/C-54D-15-DC der Seaboard & Western Airlines (NC91086) bei einem Hangarfeuer auf dem Flugplatz Saint Joseph-Rosecrans (Missouri, USA) aus. Über Personenschäden ist nichts bekannt.[3]

- Am 30. März 1951 geriet eine Douglas DC-4/C-54B-1-DC der US-amerikanischen Seaboard & Western Airlines (N74644) bei der Landung auf dem Flughafen Keflavík (Island) seitlich von der Landebahn ab. Sie schlug gegen eine hartgefrorene Schneewehe und fing Feuer. Das Flugzeug wurde irreparabel beschädigt. Alle sechs Besatzungsmitglieder des Frachtflugs überlebten den Unfall.[4]

- Am 27. Januar 1952 überrollte eine Douglas DC-4/C-54A-5-DO der Seaboard & Western Airlines, betrieben für die isländische Loftleidir (N1512V) bei der Landung auf dem Flughafen Pisa (Italien) das Landebahnende und kam erst in einem Graben zum Stehen. Das Flugzeug wurde durch Feuer zerstört. Alle vier Besatzungsmitglieder des Frachtflugs überlebten den Unfall, allerdings nur drei der 50 geladenen Kühe.[5]

- Am 10. November 1958 kam es bei einer Lockheed L-1049D Super Constellation der Seaboard & Western Airlines (N6503C) während eines Trainingsfluges auf dem Flughafen New York-Idlewild zum Kontrollverlust, wobei die Maschine schließlich mit einer geparkten Vickers Viscount 724 der Trans-Canada Airlines (CF-TGL) kollidierte, in der sich nur zwei Besatzungsmitglieder befanden. Auslöser war eine fehlerhaft gebaute Umkehrschub-Vorrichtung, die sich plötzlich von selbst aktivierte. Alle fünf Besatzungsmitglieder sowie die beiden in der Viscount überlebten. Beide Flugzeug brannten aus und wurden zu Totalschäden.[6][7]